# アラシュ・ボルハニ
アラシュ・ボルハニ（ペルシア語: آرش برهانی, ラテン語: Arash Borhani, 1983年9月14日 - ）は、イラン・ケルマーン出身の元同国代表サッカー選手、サッカー指導者。
彼は、2008-09シーズンのイランサッカーリーグ得点王であり、また、同リーグの通算得点ランキングで歴代2位タイ。U-23代表時代に2006年アジア競技大会で銅メダルを獲得した。

## 来歴

### クラブ
2002年、イランサッカーリーグの3大クラブの1つに数えられるパース・テヘランFCでキャリアをスタートさせ、翌2003-04シーズンは最終節でハットトリックを達成するなどレギュラーとして活躍し、リーグ優勝に貢献した。また、AFCチャンピオンズリーグ2005でも主力の1人としてプレーした。
2006 FIFAワールドカップがまもなく開催される前にUAEリーグのアル・ナスルSCと契約したが、不測の事態で解雇されたことにより、2007年1月21日に古巣のパース・テヘランに復帰した。復帰してから5ヶ月の間に2得点にとどまるなど、自身のキャリアの中で最も困難な時期を過ごしていた。
その後、クラブが解散したことでボルハニのもとにUAEのアル・アインFC、ベルギーのREムスクロン、ポルトガルのヴィトーリア・セトゥーバル、トルコのデニズリスポルや国内リーグのメス・ケルマーンFC、エステグラルFCと様々なチームからオファーが舞い込み、2007年7月17日に同じテヘランを拠点とするエステグラルFCへ移籍した。10月27日、3-2で勝利したペイカーンFC戦で移籍後最初のハットトリックを決めた。11月25日、ハズフィー・カップのSCダーマーシュ戦で2度目のハットトリックを決めるなど5得点を記録し、最終的にチームは8-1で勝利した。また、同2008-09シーズンのリーグ戦では21得点を挙げ得点王に輝き、リーグ優勝に導く活躍をした。翌シーズンは11得点を記録したが、最終節で多くのチャンスを逃した。
2016年にペイカーンFCに移籍したが怪我に悩まされ、2017年に現役引退を表明した。

### 代表
パース・テヘランFC在籍中にU-23代表としてアテネオリンピックアジア予選に招集されると、ウズベキスタン戦の2試合で4得点を決めるなど好調なプレーを維持したが、チームは本大会進出を逃した。
同じ頃にA代表に招集され、2006 FIFAワールドカップ・アジア予選のカタール戦で同点を決めるなど幾つかの試合で貴重な得点を挙げると、日本戦前に36歳と衰えがみえるアリ・ダエイの代わりにボルハニ起用論が世論から出るほどにまでなり、ダエイの後継者として期待されていた。その後、2006 FIFAワールドカップのメンバー入りを果たしたが、主にダエイとヴァヒド・ハシェミアンの控えを務め、出場機会はあまり得られなかった。
2006年11月、アジア競技大会に出場するため再びU-23代表に参加し、準々決勝の中国戦でボルハニは相手GKをドリブルでかわして得点を決めた。その際、がら空きのゴール前で立ち止まり喜びのポーズをきめてからゴールした。

## 代表歴

### 出場大会
- イラン代表
  - 2006 FIFAワールドカップ

### 試合数
- 国際Aマッチ 37試合 10得点（2003年-2009年）[6]

| イラン代表 | 国際Aマッチ | 国際Aマッチ |
| 年         | 出場        | 得点        |
| ---------- | ----------- | ----------- |
| 2003       | 1           | 0           |
| 2004       | 12          | 6           |
| 2005       | 6           | 1           |
| 2006       | 3           | 1           |
| 2007       | 0           | 0           |
| 2008       | 2           | 0           |
| 2009       | 13          | 2           |
| 通算       | 37          | 10          |

## タイトル

### クラブ
パース・テヘランFC
- イランリーグ : 2003-04

エステグラルFC
- イランリーグ : 2008-09
- ハズフィー・カップ : 2007-08, 2011-12

### 代表
- 西アジアサッカー選手権 : 2004

### 個人
- イランリーグ得点王 : 2008-09